# Catching Tales
Catching Tales es el cuarto álbum de estudio del compositor y músico británico de jazz Jamie Cullum. Se lanzó el 26 de septiembre de 2005 en el Reino Unido y unas semanas después en Estados Unidos.

## Historia
Es el álbum que sigue a Twentysomething, el álbum más vendido de Cullum hasta la fecha. Al igual que en aquel, Cullum mezcla material nuevo con algunas versiones de otros artistas. Se extrajeron tres sencillos del álbum: "Get Your Way" y "Mind Trick" en 2005 y "Photograph" en 2006. 
Stewart Levine, productor de Twentysomething, volvió a ejercer como productor. Además, el DJ de hip hop y miembro de Gorillaz, Dan Nakamura (aka Dan the Automator) ayudó en la producción de la primera pista del disco, "Get Your Way".

## Lista de canciones
1. "Get Your Way" (Allen Toussaint, Jamie Cullum, Dan Nakamura) – 4:01
2. "London Skies" (Cullum, Guy Chambers) – 3:43
3. "Photograph" (Cullum) – 5:47
4. "I Only Have Eyes for You" (Al Dubin, Harry Warren) – 3:58
5. "Nothing I Do" (Cullum) – 5:03
6. "Mind Trick" (Cullum, Ben Cullum) – 4:05
7. "21st Century Kid" (Cullum) – 4:00
8. "I'm Glad There Is You" (Jimmy Dorsey, Paul Mertz) – 4:09
9. "Oh God" (Cullum, Guy Chambers) – 3:38
10. "Catch the Sun" (Jimi Goodwin, Jez Williams, Andy Williams) – 3:46
11. "7 Days to Change Your Life" (Cullum) – 5:37
12. "Our Day Will Come" (Mort Garson, Bob Hilliard) – 3:55
13. "Back to the Ground" (Cullum, Ed Harcourt) – 4:37
14. "Fascinating Rhythm" (George Gershwin, Ira Gershwin) – 4:49 (No se incluye en la edición estadounidense.)
15. "My Yard" (Cullum, B. Cullum, Teron Beal) – 4:09